# Ivar Nordkild
Ivar Olaus Nordkild (ur. 14 maja 1941 w Vassdal) – norweski biathlonista, trzykrotny medalista mistrzostw świata.

## Kariera
Podczas mistrzostw świata w Elverum w 1965 roku wspólnie z Olavem Jordetem i Olą Wærhaugiem zdobył złoty medal w klasyfikacji drużynowej. Wynik ten Norwegowie w składzie: Jon Istad, Ragnar Tveiten, Ivar Nordkild i Olav Jordet powtórzyli w sztafecie na rozgrywanych rok później mistrzostwach świata w Garmisch-Partenkirchen. W tej samej konkurencji zdobył również srebrny medal na mistrzostwach świata w Hämeenlinna w 1971 roku, gdzie startował razem z Torem Svendsbergetem, Ragnarem Tveitenem i Magnarem Solbergiem. Był też między innymi jedenasty w biegu indywidualnym podczas mistrzostw świata w Östersund w 1970 roku. W 1972 roku brał udział w igrzyskach olimpijskich w Sapporo, gdzie zajął czwarte miejsce w sztafecie.

## Osiągnięcia

### Igrzyska olimpijskie
| Rok  | Miejscowość | Konkurencje | Konkurencje | Konkurencje | Konkurencje | Konkurencje | Konkurencje | Konkurencje |
| Rok  | Miejscowość | IN          | SP          | PU          | MS          | RL          | MR          | SR          |
| ---- | ----------- | ----------- | ----------- | ----------- | ----------- | ----------- | ----------- | ----------- |
| 1972 | Sapporo     | –           | nd.         | nd.         | nd.         | 4.          | nd.         | –           |

### Mistrzostwa świata
| Rok  | Miejscowość            | Konkurencje | Konkurencje | Konkurencje | Konkurencje | Konkurencje | Konkurencje | Konkurencje |
| Rok  | Miejscowość            | IN          | SP          | PU          | MS          | RL          | MR          | SR          |
| ---- | ---------------------- | ----------- | ----------- | ----------- | ----------- | ----------- | ----------- | ----------- |
| 1965 | Elverum                | 14.         | nd.         | nd.         | nd.         | 1.          | nd.         | –           |
| 1966 | Garmisch-Partenkirchen | –           | nd.         | nd.         | nd.         | 1.          | nd.         | –           |
| 1970 | Östersund              | 11.         | nd.         | nd.         | nd.         | –           | nd.         | –           |
| 1971 | Hämeenlinna            | 14.         | nd.         | nd.         | nd.         | 2.          | nd.         | –           |
| 1974 | Mińsk                  | 36.         | nd.         | nd.         | nd.         | –           | nd.         | –           |